# Jordbrukarnas Riksförbund
Jordbrukarnas Riksförbund var ett politiskt parti i Sverige mellan 1915 och 1921. 

## Historik
Under 1910-talet förekom flera olika sätt att försöka etablera bönderna som en politisk kraft, 1910 utfärdade Carl Berglund i Gimmene uppropet "Bröder låtom oss enas". 1913 bildades Bondeförbundet och 1914 skedde Bondetåget.
Jordbrukarnas Riksförbund bildades 1915 med Johannes Nilsson i Gårdsby som ordförande. Till partiet anslöt sig Skånska Bondeförbundet, Bondetågets försvarsförbund samt Svenska Jordeförbundet. Jordbrukarnas Riksförbund hade sin starkaste förankring bland ägare av större jordbruk i östra och södra Sverige.
Under de första decennierna var de viktigaste politiska frågorna för de båda bondepartierna att slå vakt om landsbygdens och jordbrukarnas intressen gentemot städernas och industrins. Båda partierna kom in i riksdagen vid 1917 års val. Bondeförbundet och Jordbrukarnas Riksförbund gick 1921 samman under namnet Bondeförbundet, som numera heter Centerpartiet.